# Ciclismo nos Jogos Pan-Americanos de 2011 - Corrida em estrada feminina
A competição da corrida em estrada feminina foi um dos eventos do ciclismo de estrada nos Jogos Pan-Americanos de 2011 em Guadalajara. Foi disputada no Circuito de Rua de Guadalajara no dia 22 de outubro.

## Calendário
Horário local (UTC-6).
| Data          | Horário | Fase  |
| ------------- | ------- | ----- |
| 22 de outubro | 9:00    | Final |

## Medalhistas
| Ouro   | CUB Arlenis Sierra     |
| Prata  | CUB Yumari González    |
| Bronze | CUB Yudelmis Domínguez |

## Resultados
| Pos.              | Ciclista               | Tempo   |
| ----------------- | ---------------------- | ------- |
| Medalha de ouro   | CUB Arlenis Sierra     | 2:18:10 |
| Medalha de prata  | CUB Yumari González    | 2:18:23 |
| Medalha de bronze | CUB Yudelmis Domínguez | 2:18:23 |
| 4                 | MEX Ana Casas          | 2:18:23 |
| 5                 | COL María Luisa Calle  | 2:18:23 |
| 6                 | CAN Joelle Numainville | 2:18:23 |
| 7                 | VEN Angie González     | 2:18:23 |
| 8                 | CHI Paola Muñoz        | 2:18:23 |
| 9                 | USA Robin Farina       | 2:18:23 |
| 10                | MEX Claudia Leal       | 2:18:23 |
| 11                | VEN Danielys García    | 2:18:23 |
| 12                | ESA Evelyn García      | 2:18:23 |
| 13                | BRA Clemilda Fernandes | 2:18:23 |
| 14                | CRC Edith Guillén      | 2:18:23 |
| 15                | BRA Uênia de Souza     | 2:18:23 |
| 16                | ESA Adriana Rojas      | 2:18:23 |
| 17                | VEN Lilibeth Chacón    | 2:18:23 |
| 18                | ECU Alexandra Serrano  | 2:18:23 |
| 19                | COL Luz Tovar          | 2:18:23 |
| 20                | BRA Janildes Fernandes | 2:18:23 |
| 21                | MEX Mayra Rocha        | 2:18:23 |
| 22                | CAN Denise Ramsden     | 2:18:23 |
| 23                | CHI Olga Cisterna      | 2:18:29 |
| 24                | COL Serika Guluma      | 2:18:29 |
| 25                | CRC Natalia Navarro    | 2:18:29 |
| 26                | CHI Daniela Guajardo   | 2:18:48 |
| 27                | ECU María Bone         | 2:19:29 |
| 28                | CAN Laura Brown        | 2:19:57 |
| 29                | ARG Talia Aguirre      | 2:19:57 |
| 30                | ARG Alejandra Feszczuk | 2:21:13 |
| 31                | ARG Dolores Rodríguez  | 2:23:03 |
| 32                | ANT Tamiko Butler      | 2:24:04 |
| 33                | BOL Valeria Escobar    | 2:25:10 |

Legenda
| Recorde mundial                  | Recorde mundial (World record)               |                       | Recorde africano                      | Recorde africano (African) |                                           | Q | Classificado por posição (Qualified) |
| Recorde dos Jogos Pan-Americanos | Recorde pan-americano (Pan-American record)  | Recorde da América    | Recorde da América (Americas)         | q                          | Classificado por melhor tempo (Qualified) |   |                                      |
| Melhor marca do ano              | Melhor marca do ano (World leading)          | Recorde asiático      | Recorde asiático (Asian)              | DNS                        | Não largou (Did not start)                |   |                                      |
| Recorde nacional                 | Recorde nacional (National record)           | Recorde europeu       | Recorde europeu (European)            | DNF                        | Não terminou (Did not finish)             |   |                                      |
| Recorde pessoal                  | Recorde pessoal do atleta (Personal best)    | Recorde da Oceania    | Recorde da Oceania (Oceania)          | DSQ / DQ                   | Desclassificado (Disqualified)            |   |                                      |
| Recorde da temporada             | Recorde da temporada do atleta (Season best) | Recorde sul-americano | Recorde sul-americano (South America) | NM                         | Sem marca (No mark)                       |   |                                      |